# SpaceX Crew-5
SpaceX Crew-5 — пятый пилотируемый полёт на МКС американского частного многоразового космического корабля Crew Dragon — экземпляра «Эндьюранс» компании SpaceX в рамках программы NASA Commercial Crew Program. Запуск произведён 5 октября 2022 года в 16:00 UTC. Корабль Crew Dragon доставил четырёх членов экипажа миссии Crew-5 на Международную космическую станцию (МКС). 12 марта 2023 года в 05:02 мск, после выполнения полёта, экипаж корабля приводнился в Мексиканском заливе у побережья штата Флорида.

## Экипаж
| Астронавт       | Должность         | № полёта        | Агентство       |
| Основной экипаж | Основной экипаж   | Основной экипаж | Основной экипаж |
| --------------- | ----------------- | --------------- | --------------- |
| Николь Манн     | Командир          | 1               | НАСА            |
| Джош Кассада    | Пилот             | 1               | НАСА            |
| Коити Ваката    | Специалист полёта | 5               | JAXA            |
| Анна Кикина     | Специалист полёта | 1               | Роскосмос       |
| Дублёры         |                   |                 |                 |
| -               | Командир          | -               | НАСА            |
| -               | Пилот             | -               | НАСА            |
| -               | Специалист полёта | -               | -               |
| Андрей Федяев   | Специалист полёта | 1               | Роскосмос       |

По состоянию на октябрь 2021 года, для выполнения миссии были назначены два астронавта НАСА и один астронавт JAXA, а имя четвёртого астронавта будет названо позже. Все трое из назначенных в настоящее время членов экипажа были назначены из-за задержек на Boeing CST-100 Starliner. Командир Николь Манн была переведена в полёт из миссии Boeing Boe-CFT, а пилот Джош Кассада и специалист миссии Коичи Ваката перешли из Boeing Starliner-1. Полёт должен стать первым, в котором примет участие российский космонавт по программе перекрёстных полётов.
В декабре 2021 года стало известно, что четвёртым членом экипажа может стать российский космонавт-испытатель Анна Кикина. По состоянию на 19 мая 2022 года, Анна проходит подготовку в США, в том числе к полёту на корабле Crew Dragon, но решение о включении её в миссию Crew-5 до сих пор не принято и ожидается не позже первой декады июня.
5 июня 2022 года в Telegram-канале Роскосмоса появилось сообщение, что Анна Кикина отправится в США для прохождения очередного этапа подготовки к полёту на корабле Crew Dragon, где пройдёт тренировки со скафандром, включая его подгонку по индивидуальным размерам, и поучаствует в лекционных занятиях по последним изменениям в работе некоторых систем американского корабля. Анна Кикина может быть включена в состав экипажа SpaceX Crew-5, старт которого планируется в октябре 2022 года.

## Подготовка к запуску
26 сентября 2022 года, комиссия из представителей космических агентств стран-партнёров по проекту Международной космической станции рассмотрела готовность и одобрила полёт экипажа SpaceX Crew-5 с космонавтом Госкорпорации «Роскосмос» Анной Кикиной на пилотируемом корабле Crew Dragon. Запуск корабля Crew Dragon с экипажем Crew-5 ракетой-носителем Falcon-9 из Космического центра имени Кеннеди NASA во Флориде был запланирован на 3 октября 2022 года, но из-за урагана «Иэн» во Флориде, старт перенесён на 4 октября с резервной датой 5 октября.

## Запуск и стыковка
5 октября 2022 года в 16:00:57 UTC (19:00:57 мск) экипаж миссии SpaceX Crew-5 и космических экспедиций МКС-68 / МКС-69 стартовал на американском частном многоразовом космическом корабле Crew Dragon компании SpaceX c помощью тяжёлой ракеты-носителя Falcon 9 со стартового комплекса 39А Космического центра имени Кеннеди к Международной космической станции. Полёт корабля проходит в рамках программы МКС «Роскосмос» и NASA по соглашению о перекрёстных полётах трёх российских космонавтов на американских пилотируемых кораблях Crew Dragon и трёх американских астронавтов на российских пилотируемых кораблях «Союз МС» в 2022—2024 годах.
Стыковка корабля произошла 6 октября в 21:01 UTC в автоматическом режиме к модулю «Гармония» американского сегмента МКС, люки между Endurance и МКС открылись около 22:45 UTC и экипаж корабля перешёл на борт станции. Полёт запланирован на 145 суток.

## Деятельность на борту МКС
16 ноября 2022 года Джош Кассада и Фрэнк Рубио совершили выход в открытый космос для работ по модернизации системы энергоснабжения. Они установили кронштейн на опорном сегменте Международной космической станции для новой пары раздвижных солнечных антенн iRosa. Продолжительность выхода составила более 7 часов. 3 декабря Джош Кассада и Фрэнк Рубио провели второй семичасовой выход в открытый космос модуля Quest для проведения работ по установке панелей солнечных батарей iROSA. 22 декабря астронавты Фрэнк Рубио и Джош Кассада вновь вышли в открытый космос для проведения на поверхности Международной космической станции монтажных работ в целях модернизации системы энергоснабжения. В течение семи часов астронавты смонтировали дополнительные пары новых более мощных солнечных панелей IROSA.
20 января 2023 года Николь Манн и астронавт JAXA Коити Ваката совершили выход в открытый космос для выполнения монтажных работ на внешней поверхности Международной космической станции по подготовке к развертыванию солнечных панелей iROSA. Выход продлился более семи часов. 2 февраля 2023 года Николь Манн и астронавт Коити Ваката совершили второй выход в открытый космос для продолжения монтажных работ на внешней поверхности МКС в целях модернизации системы энергоснабжения. Продолжительность выхода составила более 6 часов.

## Отстыковка и посадка
11 марта 2023 года в 10:20 мск корабль Crew Dragon-5 отстыковался от Международной космической станции и через 19 часов полёта, 12 марта в 05:02 мск приводнился в Мексиканском заливе у побережья штата Флорида. Из-за плохой погоды в районе приземления спуск Crew Dragon откладывали дважды — 7 и 8 марта.